# Jeunesse Aischoise
Royale Jeunesse Aischoise is een Belgische voetbalclub uit Aische-en-Refail. De club is bij de KBVB aangesloten met stamnummer 3020 en heeft rood en wit als kleuren. De club speelde in haar bestaan een aantal jaren in de nationale reeksen.

## Geschiedenis
In de periode 1922-1923 ontstond in Aische al een voetbalclub onder de naam FC Aischois. Deze club in groen-witte kleuren speelde in regionale reeksen. In de jaren 30 veranderde de club in een uitrusting met gele en blauwe strepen.
Bij aanvang van de Tweede Wereldoorlog werd voetballen even moeilijker, maar uiteindelijke richtte men toch op 12 april 1941 voetbalclub Jeunesse Sportive Aischoise op en deze sloot zich als Jeunesse Aischoise aan bij de Belgische Voetbalbond in november 1941, waar men stamnummer 3020 kreeg toegekend. De uitrusting werd rood met wit. De eerste jaren veranderde men nog geregeld van terrein, tot men begin jaren 50 definitief een vaste locatie vond. Aischoise bleef de volgende halve in de provinciale reeksen spelen. In 1956 bereikte men de hoogste provinciale reeks. Na een terugval in 1975 keerde men zowel in 1979, 1985 als 1991 nog eens terug in Eerste Provinciale, maar telkens slechts kortstondig. Bij het 50-jarig bestaan in 1991 werd de club koninklijk en werd de naam Royale Jeunesse Aischoise.
In de tweede helft van de jaren 90 begon voor de club een succesperiode. Dankzij een titel promoveerde Aischoise in 1996 van Tweede Provinciale naar Eerste Provinciale en ook op het hoogste provinciale niveau bleef de club het goed doen. In 1999 stootte men er op het einde van het seizoen zelfs door tot in de interprovinciale eindronde, maar dwong daar geen promotie af. In 2000 haalde men echter de titel in de Naamse Eerste Provinciale en voor het eerste promoveerde Jeunesse Aischoise zo naar de nationale reeksen.
Aischoise kende een moeilijk eerste seizoen in Vierde Klasse en eindigde als 14de. Na een jaar nationaal voetbal zakte men zo in 2001 weer naar Eerste Provinciale. Een jaar later haalde men daar weer de eindronde, maar zonder succes. In 2003 haalde men opnieuw de titel in Eerste Provinciale en zo promoveerde de club voor een tweede maal naar de nationale Vierde Klasse. Ook nu bleek het nationale niveau te sterk. Aischoise eindigde laatste in zijn reeks en voor een tweede maal degradeerde men na amper één seizoen weer naar de provinciale reeksen.
Opnieuw deed de club het goed in Eerste Provinciale en opnieuw pakte men er na twee seizoenen de titel. Zo promoveerde Aischoise in 2006 voor de derde maal in zeven jaar tijd naar Vierde Klasse. Ditmaal wist men er zich wel te handhaven. Aischoise eindigde enkele jaren in de middenmoot, tot men in 2009/10 als voorlaatste eindigde, op een degradatieplaats. Na vier jaar onafgebroken nationaal voetbal zakte men zo toch weer naar Provinciale.

## Resultaten
| Seizoen | Klasse | Klasse | Klasse | Klasse | Klasse | Klasse | Klasse | Klasse | Klasse | Reeks                                                    | Punten                                                   | Opmerkingen                                               |
|         | I      | I      | II     | III    | IV     | P.I    | P.II   | P.III  | P.IV   |                                                          |                                                          |                                                           |
| ------- | ------ | ------ | ------ | ------ | ------ | ------ | ------ | ------ | ------ | -------------------------------------------------------- | -------------------------------------------------------- | --------------------------------------------------------- |
| 2000/01 |        |        |        |        | 14     |        |        |        |        | Vierde klasse D                                          | 29                                                       |                                                           |
| 2001/02 |        |        |        |        |        | ?      |        |        |        | 1ste Prov. Namen                                         | ?                                                        |                                                           |
| 2002/03 |        |        |        |        |        | ?      |        |        |        | 1ste Prov. Namen                                         | ?                                                        | promotie                                                  |
| 2003/04 |        |        |        |        | 16     |        |        |        |        | Vierde klasse D                                          | 23                                                       | degradatie                                                |
| 2004/05 |        |        |        |        |        | ?      |        |        |        | 1ste Prov. Namen                                         | ?                                                        |                                                           |
| 2005/06 |        |        |        |        |        | ?      |        |        |        | 1ste Prov. Namen                                         | ?                                                        | promotie                                                  |
| 2006/07 |        |        |        |        | 11     |        |        |        |        | Vierde klasse D                                          | 37                                                       |                                                           |
| 2007/08 |        |        |        |        | 9      |        |        |        |        | Vierde klasse D                                          | 43                                                       |                                                           |
| 2008/09 |        |        |        |        | 11     |        |        |        |        | Vierde klasse D                                          | 36                                                       |                                                           |
| 2009/10 |        |        |        |        | 15     |        |        |        |        | Vierde klasse D                                          | 25                                                       |                                                           |
| 2010/11 |        |        |        |        |        | 3      |        |        |        | 1ste Prov. Namen                                         | 57                                                       | verloren in eindronde Standard FC Bièvre (3-2)            |
| 2011/12 |        |        |        |        |        | 5      |        |        |        | 1ste Prov. Namen                                         | 49                                                       | verloren in eindronde tegen RES Couvin-Mariembourg (0-2)  |
| 2012/13 |        |        |        |        |        | 5      |        |        |        | 1ste Prov. Namen                                         | 46                                                       | verloren in eindronde tegen RES Couvin-Mariembourg (3-1)  |
| 2013/14 |        |        |        |        |        | 4      |        |        |        | 1ste Prov. Namen                                         | 48                                                       | verloren in eindronde tegen RUS Assesse (0-2)             |
| 2014/15 |        |        |        |        |        | 4      |        |        |        | 1ste Prov. Namen                                         | 54                                                       | verloren in eindronde tegen US de Pesche (0-2)            |
| 2015/16 |        |        |        |        |        | 2      |        |        |        | 1ste Prov. Namen                                         | 55                                                       | na 5 achtereenvolgende jaren eindronde eindelijk promotie |
|         | 1A     | 1B     | 1Am    | 2Am    | 3Am    | P.I    | P.II   | P.III  | P.IIII | vanaf 2016/17 zijn er 3 nationale en 2 regionale niveaus | vanaf 2016/17 zijn er 3 nationale en 2 regionale niveaus | vanaf 2016/17 zijn er 3 nationale en 2 regionale niveaus  |
| 2016/17 |        |        |        |        | 9      |        |        |        |        | 3de ama. ACFF B                                          | 30                                                       |                                                           |
| 2017/18 |        |        |        |        | 4      |        |        |        |        | 3de ama. ACFF B                                          | 50                                                       | verloren in eindronde tegen Francs Borains (4-0)          |
| 2018/19 |        |        |        |        | 3      |        |        |        |        | 3de ama. ACFF B                                          | 54                                                       | verloren in eindronde tegen RUS Givry (5-1)               |
| 2019/20 |        |        |        |        | 2      |        |        |        |        | 3de ama. ACFF B                                          | 47                                                       |                                                           |
| 2020/21 |        |        |        |        | -      |        |        |        |        | Derde afdeling ACFF A                                    | -                                                        | Geen competitie door Covid-19                             |
| 2021/22 |        |        |        |        | 4      |        |        |        |        | Derde afdeling ACFF A                                    | 48                                                       | Verlies in eindronde voor promotie van RFCB Sprimont      |
| 2022/23 |        |        |        |        | 6      |        |        |        |        | Derde afdeling ACFF A                                    | 47                                                       |                                                           |
| 2023/24 |        |        |        |        | 6      |        |        |        |        | Derde afdeling ACFF A                                    | 43                                                       |                                                           |
| 2024/25 |        |        |        |        | 12     |        |        |        |        | Derde afdeling ACFF A                                    | 22                                                       |                                                           |
| 2025/26 |        |        |        |        |        |        |        |        |        | Derde afdeling ACCF A                                    |                                                          |                                                           |